# Rue Mony
La rue Mony est une voie du 16e arrondissement de Paris, en France.

## Situation et accès
La rue Mony est une voie publique située dans le 16e arrondissement de Paris. Elle débute au 68 bis-76, rue Spontini et se termine au 9, rue de Lota.
Le quartier est desservi par la ligne 9 à la station Rue de la Pompe et par la ligne   à la gare de l'avenue Henri-Martin.

## Origine du nom
La rue tire son nom de celui d'un ancien propriétaire local.

## Historique
La rue est ouverte sous sa dénomination actuelle en 1905.
Elle est classée par arrêté du 9 août 1960 au nombre des voies publiques de la ville de Paris.

## Bâtiments remarquables et lieux de mémoire
- No 3 : Ipécom, institut privé de préparation aux examens et concours aux grandes écoles de commerce.

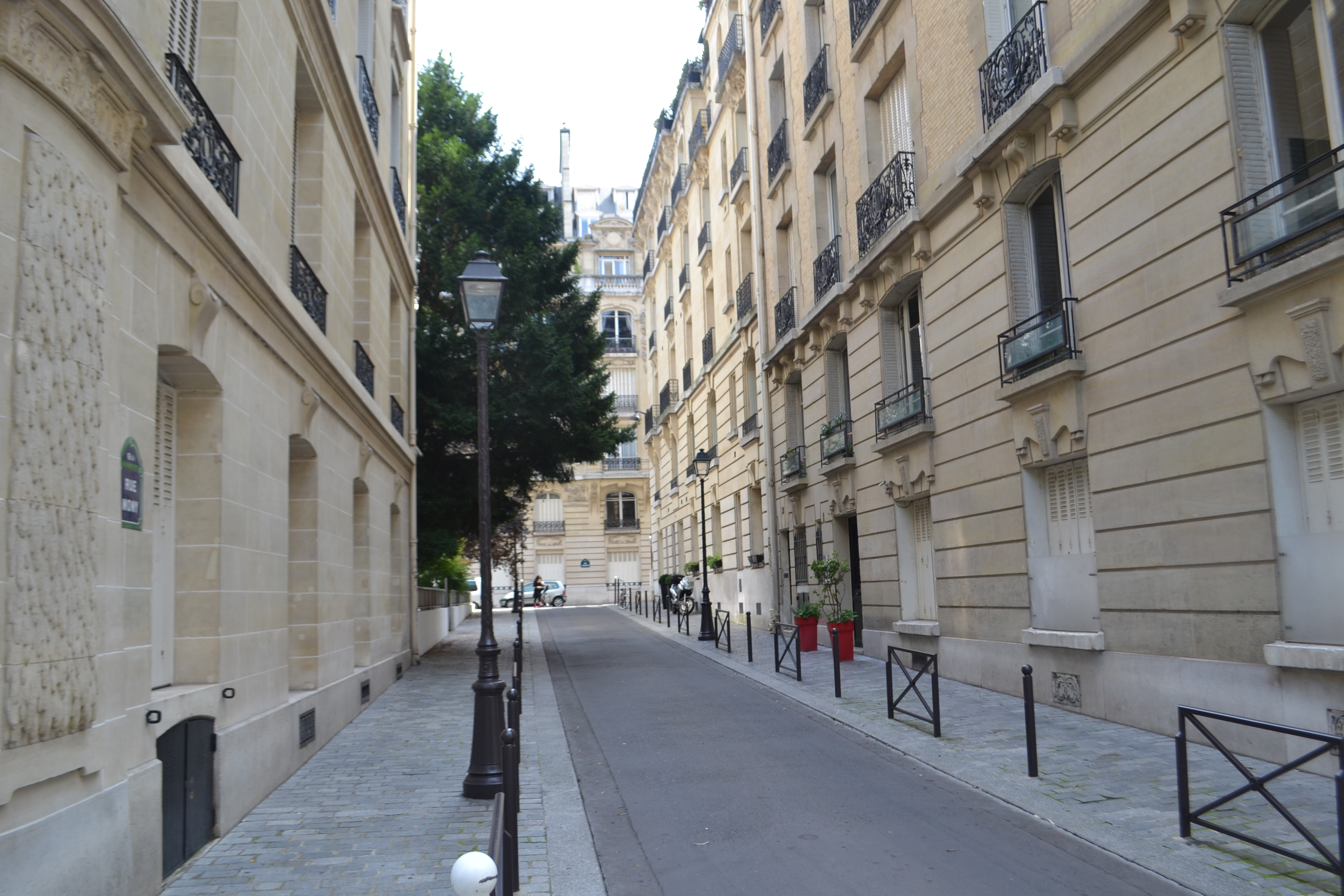
La rue vue de la rue de Lota.
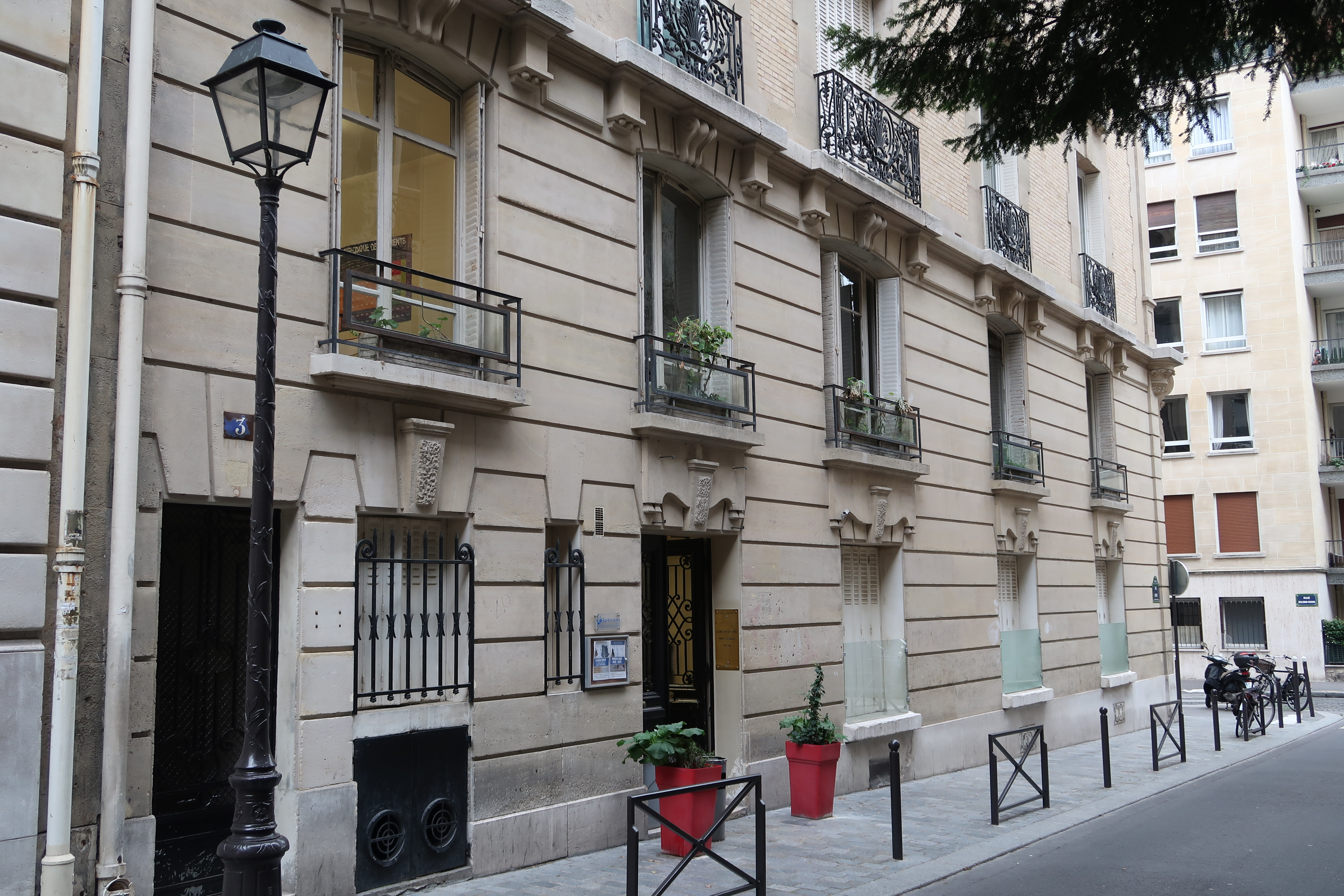
No 3 : Ipécom Paris.